# Дакр, Уильям, 3-й барон Дакр из Гисленда
Уильям Дакр (англ. William Dacre; 29 апреля 1500 — 18 ноября 1563) — английский аристократ, 3-й барон Дакр из Гисленда и 9-й барон Грейсток с 1525 года. Был старшим сыном Томаса Дакра, 2-го барона Дакра из Гисленда, и его жены Элизабет Грейсток, 6-й баронессы Грейсток. После смерти отца унаследовал баронский титул и обширные владения в северных графствах — Камберленде, Йоркшире и Нортумберленде. Был женат на Элизабет Толбот. В этом браке родились:
- Анна (умерла приблизительно в 1581), жена Генри Клиффорда, 2-го графа Камберленда[3];
- Доротея, жена сэра Томаса Виндзора[4];
- Томас (1526—1566), 4-й барон Дакр из Гисленда[5];
- Леонард (1527—1573)[6];
- Эдуард (1528—1584)[7];
- Фрэнсис[8];
- Элеанора (приблизительно 1533 — ?), жена Генри Джернингема[9];
- Магдалена (1538—1608), жена Энтони Брауна, 1-го виконта Монтегю[10].